# Lista de regiões do Barém

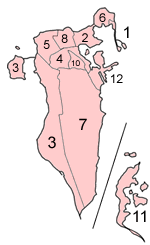
Municipalidades do Barém

Antes de 3 de julho de 2002, o Barém, encontrava-se dividido em doze municipalidades (manatiq, em árabe), estas eram administradas a partir da capital Manama, posteriormente transformaram-se em províncias.
Eram as seguintes:
1. Al Hadad
2. Al Manamah
3. Al Mintaqah al Gharbiyah
4. Al Mintaqah al Wusta
5. Al Mintaqah ash Shamaliyah
6. Al Muharraq
7. Ar Rifa'wa al Mintaqah al Janubiyah
8. Jidd Hafs
9. Madinat Hamad
10. Madinat'Isa
11. Juzur Hawar
12. Sitrah

Nota: Todas as municipalidades eram administradas a partir de Manama, a capital.